# Do You Know (Michelle Williams)
Do You Know è il secondo album in studio da solista della cantante statunitense Michelle Williams (già membro delle Destiny's Child), pubblicato nel 2004.

## Tracce
1. Purpose in Your Storm – 4:21
2. Never Be the Same – 5:38
3. Love Thang (feat. Dawkins & Dawkins) – 4:38
4. Do You Know – 4:28
5. The Incident – 3:13
6. My Only Love Is You – 3:48
7. 15 Minutes – 4:42
8. No One Like You – 3:35
9. The Way of Love – 3:42
10. Rescue My Heart – 5:03
11. Didn't Know – 3:48
12. The Movement – 3:04
13. Have You Ever – 4:55
14. I Know (Destiny's Child) – 3:32